# Glenea acutoides
Glenea acutoides é uma espécie de besouro da família Cerambycidae. Foi descrito por Bernhard Schwarzer em 1925.